# Antoine Baron
Pour les articles homonymes, voir Baron.
Antoine Baron, né le 19 janvier 1772 à Seurre (Côte-d’Or), mort le 29 janvier 1855 à Strasbourg (Bas-Rhin), est un militaire français de la Révolution et de l’Empire.

## États de service
Il entre en service le 16 février 1789, comme soldat au 1er régiment de chasseurs à cheval, il devient brigadier fourrier le 1er avril 1791, et il fait toutes les campagnes de la Révolution. Il est nommé maréchal des logis le 1er mai 1793, et sous-lieutenant le 11 juillet suivant en récompense de sa conduite lors de la bataille d’Arlon le 9 juin 1793. Il se distingue aussi à Tiercelet et à la bataille de Fleurus le 26 juin 1794, où il reçoit un coup de sabre sur la main droite.
Le 4 juin 1796, aux affaires d’Herborn et d’Erkrath, il montre tant de bravoure et d’intelligence, qu’il est nommé lieutenant et capitaine sur le champ de bataille dans la même journée. Il se trouve aussi à HofKirchen, ainsi qu'à  Ostrach le 21 mars, et à Liebtingen le 25 mars 1799, où il est blessé d’un coup de sabre sur la tête. En octobre 1799, il passe le Necker à gué avec son escadron, enlève à l’ennemi, beaucoup plus nombreux que lui, 2 pièces de canon et lui fait une grande quantité de prisonniers.
Le 5 mai 1800, à la bataille de Moesskirch, il soutient le choc des Autrichiens, les repousse plusieurs fois et a le poignet gauche emporté par un boulet. Il est promu chef d’escadron au 20e régiment de chasseurs à cheval sur le champ de bataille, et le 8 juillet 1800, il est affecté auprès du général Richepanse, comme aide de camp. Le 3 décembre suivant à la bataille de Hohenlinden, chargé de contenir la réserve de l’ennemi, il exécute cet ordre avec habileté, et donne le temps au général Richepanse d’exécuter le mouvement qui décide du sort de cette bataille.
Il passe avec son grade dans le 16e régiment de dragons le 20 novembre 1801, et le 4 février 1802, il rejoint le 17e régiment de dragons. Il reçoit son brevet de major le 29 octobre 1803, au 26e régiment de dragons, et il est fait chevalier de la Légion d’honneur le 25 mars 1804.
Le 3 mai 1805, il est appelé à Paris, pour faire partie d’une commission chargée de la confection d’un nouveau règlement sur les manœuvres des dragons. Il est mis en non activité le 3 mai 1813, en attendant un emploi de commandant d’armes. Le 30 novembre suivant, il est rappelé par le ministre de la guerre, pour occuper le poste de chef d’état-major du général Lebrun gouverneur d’Anvers, puis il occupe les mêmes fonctions auprès du général Carnot qui succède au duc de Plaisance.
Il est promu adjudant-commandant le 15 mars 1814, et il est mis en non activité lors de la première restauration. Le roi louis XVIII le fait chevalier de Saint-Louis le 20 août 1814, et officier de la Légion d’honneur le 2 novembre suivant.
Lors des Cent-Jours, il reçoit de l’Empereur le commandement supérieur de la place de Vitry-le-François le 22 avril 1815. Au moment de l’invasion du territoire, une division russe vient former le blocus de la ville, qui n’est pas entièrement fortifié et n’a pour garnison que 400 hommes. Malgré cela, le colonel Baron réussi à conserver la place, et ne la rend que sur ordre formel du gouvernement de Louis XVIII. Pour sa conduite, la Garde nationale de Vitry lui offre une épée d’honneur le 4 août 1815.
Il est admis à la retraite le 1er août 1815, et il meurt le 29 janvier 1855, à Strasbourg.

## Sources
- A. Lievyns, Jean Maurice Verdot, Pierre Bégat, Fastes de la Légion-d'honneur, biographie de tous les décorés accompagnée de l'histoire législative et réglementaire de l'ordre, Tome 4, Bureau de l’administration, 1844, 640 p. (lire en ligne), p. 285.
- « Cote LH/117/64 », base Léonore, ministère français de la Culture
- Danielle Quintin et Bernard Quintin, Dictionnaires des colonels de Napoléon, S.P.M., 2013, 978 p. (ISBN 978-2-296-53887-0), p. 71-72